# مارکوس پروک
مارکوس پروک (انگلیسی: Markus Prock؛ زادهٔ ۲۲ ژوئن ۱۹۶۴) لژسوار اهل اتریش است. او در ورزش لوژ فعالیت می‌کند. در جريان رقابت‌هاى كاپ جهانى لوژ، ژورژ هاكل از آلمان با زمان يك دقيقه و ۳۷ ثانيه و ۵۵ صدم ثانيه به مقام نخست دست يافت. هاكل كه اكنون ۳۸ سال دارد تاكنون ۳ بار عنوان قهرمانى المپيک را تصاحب كرده است و با اين پيروزى براى سى و سومين بار عنوان قهرمانى كاپ جهانى را به دست مى‌آورد. وى با اين پيروزى ركورد ماركوس پروك از اتريش را شكست و اكنون ركورد دار جهان است. پس از هاكل، ماركوس كلاين هاينز از اتريش و آرمين تسوگلر از ايتاليا به ترتيب دوم و سوم شدند.